# Quizalofop-ethyl
Quizalofop-ethyl ist eine chemische Verbindung aus der Gruppe der Aryloxyphenoxypropionat-Herbizide (einer Untergruppe der Derivate der Phenoxyessigsäure und des Chinoxalins).
Quizalofop-ethyl ist ein Vertreter der Quizalofop-Herbizide, strukturell handelt es sich um den Ethylester von Quizalofop, der freien Säure.

## Gewinnung und Darstellung
Quizalofop-ethyl kann ausgehend von Propionsäure gewonnen werden. Diese wird zu 2-Chlorpropionsäure chloriert und anschließend mit Ethanol verestert. Das Zwischenprodukt reagiert nun mit Hydrochinon und 2,6-Dichlorchinoxalin zum Endprodukt.

## Eigenschaften
Quizalofop-ethyl ist ein farbloser Feststoff, der unlöslich in Wasser ist. Er ist instabil unter Lichteinfluss.

### Stereoisomerie
Quizalofop-ethyl hat ein Chiralitätszentrum und kann daher in zwei spiegelbildlichen Formen vorliegen, dem (R)- und dem (S)-Isomer. Das technische Syntheseprodukt stellt eine racemische Mischung beider Isomere dar. Das wirksamere (R)-Isomer wird als Quizalofop-P-ethyl bezeichnet.

## Wirkung
Die Wirkung von Quizalofop-ethyl beruht auf der Hemmung der Fettsäure-Biosynthese durch Eingriff in die Wirkungsweise des Enzyms Acetyl-Coenzym A-carboxylase.

## Verwendung und Zulassungsstatus
Quizalofop-ethyl wird neben Quizalofop als selektives Nachauflauf-Herbizid verwendet, das gegen einjährige und winterharte Gräser, aber nicht gegen Seggen und breitblättrige Unkräuter, eingesetzt wird. Die Zulassung in den USA erfolgte in den späten 1980er Jahren.
Quizalofop-P-ethyl wurde mit Wirkung zum 1. Dezember 2009 für Anwendungen als Herbizid in der EU zugelassen. Pflanzenschutzmittel mit Quizalofop-P-ethyl befinden sich lediglich in Deutschland, Österreich und in der Schweiz im Handel.